# ロケット・ボーイ
『ロケット・ボーイ』は、2001年1月10日・1月17日と同年2月21日から3月21日まで、フジテレビ系「水曜劇場」枠で放送された連続テレビドラマ。全7話。

## 概要
とあるハプニングをきっかけに知り合い意気投合した、30代のサラリーマン3人が成長していくさまを描いた青春グラフィティ。主人公・小林晋平が宇宙飛行士への夢に挑む姿や、3人の親子関係・結婚をめぐるドタバタなどがストーリーの軸になっている。
本作品収録中、主演俳優の織田裕二が椎間板ヘルニアで入院し、第3話以降の収録・放送が一時不可能な状態になった。それに伴い、第2話オンエアのあと4週間放送を休止し、当初全11回の予定だったものを再構成して、全7話で制作・放送された。
なお、中断期間中はドラマ『踊る大捜査線』の特徴的な回を抜粋したつなぎ番組『ザッツ踊る大捜査線』が充てられ、ユースケ・サンタマリアと市川染五郎が解説役を務めた。『ザッツ〜』は本作品よりも平均視聴率が上回る結果となった。本作品の全7回の平均視聴率は18.8%（『ザッツ〜』全4回の視聴率は平均21.3%）。なお、この再放送の好評を受け、視聴者からの要望もあり、当初放送予定の無かった最終回部分を『ザッツ踊る大捜査線ファイナル』として別枠で再放送を行った。
本作は一度もセルおよびレンタルソフト化されていない。CSでは2017年3月・4月にホームドラマチャンネルで放送されている。

## キャスト
小林 晋平〈31〉
演 - 織田裕二
少年時代は宇宙飛行士に憧れていたが、大学卒業後は旅行代理店「銀河ツーリスト」で働くことになった気弱な人。かなりの天文オタク（着信音も『2001年宇宙の旅』）。なぜか牛乳酎が大好き。父からは「実家の旅館を継げ」としつこく言われている。君江とのお見合いはドタキャンした。
鈴木 善行〈30〉
演 - ユースケ・サンタマリア
メンマを取り扱っている「ミクロフード」の営業マン。優柔不断な性格。少年時代はプロ野球選手に憧れており、ヤクルトスワローズのファン。学生時代から「チョロ松」の常連（それがきっかけで現在の仕事に就いた）。
実は学生時代に両親が事故で亡くなり、親戚をたらい回しにされた苦労人。結婚するまではプレハブ小屋で生活していた。
田中 武徳〈28〉
演 - 市川染五郎
大手広告代理店「大日本広告」に勤務。ちょっと生意気で「ヘイ!ヘイ!」が口癖の女好き。
実は仕事のミスが多く、厄介者扱いされている。普段はポジティブを装っているが、家族の前では、プレッシャーに苦悩するネガティブ人間。

### 小林の関係者
花沢 君江〈23〉
演 - 京野ことみ
晋平の幼馴染（昔のあだ名は花沢エイリアン）。お見合いの相手。
小林とのお見合いのついでに上京し、笹塚で一人暮らしをしている。
橘 亜希子〈30〉
演 - 中嶋朋子
大学時代に映画館のアルバイト仲間との罰ゲームで晋平と8年間付き合い、同棲していた人（元彼女）。
映画配給会社「GAGA」に勤務しており、『猿の惑星』が大好き。
中島 良雄
演 - 東根作寿英
「銀河ツーリスト」海外班主任。晋平の後輩。
妻子持ちだが、ミヤコにつけ狙われている可哀想な人。
工藤 ミヤコ
演 - 猫背椿
「銀河ツーリスト」勤務。晋平の同僚。
同僚の中島を日々つけ狙っている人。
山吹 みどり
演 - 赤坂七恵
「銀河ツーリスト」勤務。晋平の同僚。
晋平入院時には企画のピンチヒッターを務める。
服部
演 - 六角精児
「銀河ツーリスト」アルバイト添乗員。晋平の牛乳酎仲間。
ズル休みする癖があり、事あるごとに入院している。「朝が弱くなければホントはバスの運転手になりたかった」らしい。距離計算だけはプロ。
桜木 正介〈40〉
演 - 渡辺いっけい
「銀河ツーリスト」課長。晋平の上司。
口うるさいが人情味はある人。
小林 学〈58〉
演 - 山本圭
晋平の父。旅館「新かど旅館」経営者。本当は「船乗りになりたかった」らしい。
小林 早苗〈66〉
演 - 大森暁美
晋平の母。非常に上品な人。

### 鈴木の関係者
幸子
演 - 筒井真理子
善行の姉。2児の母。
亮太
演 - 梨本謙次郎
幸子の旦那さん。宇都宮で餃子屋を経営。
松井 光子〈25〉
演 - 須藤理彩
善行の奥さん。旧姓は松井。娘の名前はルナ（小林が命名）。
松井 佐助
演 - 岩松了
光子の父。ラーメン「チョロ松」の店主（相当なエロオヤジ）。しょっちゅう田中とは喧嘩をしている。
松井 千鶴子
演 - 鷲尾真知子
光子の母。「チョロ松」を手伝っている。

### 田中の関係者
村越
演 - 伊藤正之
武徳の上司。ミスを連発する武徳を疎ましく思っている。
田中 一臣
演 - 谷原章介
田中の兄。田中グループ「TKシティビル」代表。
田中 麻美子
演 - 大楠道代
田中の母。超有名なフラワーコーディネーター。
田中 義宗
演 - 竜雷太
田中の父。大企業「田中グループ」会長。

### その他
小林
演 - 皆川猿時
晋平らが行きつけのビアホール「ジャガークラブ」の店長さん。お決まりのセリフは「ハイ!喜んで!」。
エリカ
演 - 桜井裕美
「ジャガークラブ」の店員さん。実は店長と付き合っている。
面接官　
演 - 毛利衛
晋平が宇宙飛行士試験を受けた際の面接官。
ウエイター
演 - 内浦純一

## スタッフ
- 脚本 - 宮藤官九郎
- 演出 - 河毛俊作、田島大輔
- プロデュース - 高井一郎
- 協力プロデュース - 石原隆
- 音楽 - 住友紀人
- 主題歌 - 織田裕二「空のむこうまで」

## 放送日程
| 各話                                                       | 放送日  | サブタイトル                           | 演出     | 視聴率 |
| ---------------------------------------------------------- | ------- | -------------------------------------- | -------- | ------ |
| 第1話                                                      | 1月10日 | 彼女が出て行った朝、僕は彼らと出会った | 河毛俊作 | 19.9%  |
| 第2話                                                      | 1月17日 | そして僕らは変わり始めてた             | 河毛俊作 | 18.0%  |
| 第3話                                                      | 2月21日 | 僕らの再スタート                       | 田島大輔 | 22.6%  |
| 第4話                                                      | 2月28日 | 花巻-東京492キロ走り切れ!              | 田島大輔 | 18.8%  |
| 第5話                                                      | 3月07日 | 小林晋平、宇宙を目指す                 | 河毛俊作 | 17.3%  |
| 第6話                                                      | 3月14日 | 小林、涙の面接試験と流星群             | 田島大輔 | 17.6%  |
| 最終話                                                     | 3月21日 | それぞれの旅立ちと見果てぬ夢           | 田島大輔 | 17.2%  |
| 平均視聴率 18.8%（視聴率は関東地区・ビデオリサーチ社調べ） |         |                                        |          |        |

- 初回・第3話・最終話は、21時 - 22時9分の15分拡大放送[1]。

## 備考
- 当時の宇宙開発事業団 (NASDA) で小林が面接を受けるシーンに、面接官の一人として毛利衛が出演した。